# برانش ريكي
ويسلي برانش ريكي (Wesley Branch Rickey) (20 من ديسمبر 1881م- 9 من ديسمبر 1965م) كان مسئولاً مبتكرًا عن دوري البيسبول «كرة القاعدة» الرئيس ومنتخبًا للانضمام إلى متحف ساحة البيسبول للمشاهير (Baseball Hall of Fame) في عام 1967م. وكان معروفًا بكسر حاجز حاجز اللون في دوري البيسبول الرئيس من خلال التعاقد مع اللاعب الأمريكي الإفريقي جاكي روبينسون (Jackie Robinson)، فضلاً عن صياغة عقد النجم الإسباني المنتمي لقارة أمريكا اللاتينية روبيرتو كليمينتي (Roberto Clemente)، من أجل إنشاء إطار العمل لتكوين نظام لتجهيز اللاعبين الناشئين من خلال إقامة الدوري الفرعي الحديث، إلى جانب تشجيع الدوريات الرئيسة على إضافة فرق جديدة من خلال مشاركته في الدوري القاري المُقترح، إضافة إلى تقديم خوذة الضرب.
لعب ريكي في دوري البيسبول الرئيس لفريقي سانت لويس براونز (St. Louis Browns) ونيويورك هايلاندرز (New York Highlanders) منذ عام 1905م حتى عام 1907م. وبعد الكفاح كلاعبٍ، عاد ريكي للكلية، حيث تعلم هناك الإدارة على يد فيليب بارتيلم (Philip Bartelme). وعند العودة إلى دوري البيسبول الرئيس في عام 1913م، بدأ ريكي مستقبله الوظيفي الناجح في الإدارة والتنفيذ.
كانت إنجازات ريكي العديدة وعقيدته المسيحية العميقة سببًا في تلقيبه بـ «مهاتما» (the Mahātmā).

## مرتبة الشرف
بالإضافة إلى انتخاب ريكي لساحة البيسبول للشهرة كمُساهمٍ في عام 1967م، في عام 1997م أُدخل في ممشى سانت لويس للشهرة، وفي عام 2009م تم انتخابه ضمن كلية ساحة البيسبول للشهرة.
وفي عام 1992م، ابتدع نادي روتاري من دنفر جائزة برانش ريكي، التي تُعطى سنويًا للاعب دوري البيسبول الرئيس اعترافًا بخدمة المجتمع الاستثنائية.
في بورتسموث، أوهيو كان لدى ريكي إستاد ملعب بيسبول سُمّي على اسمه والذي استخدمه فريق مستكشفي بورتسموث (Portsmouth Explorers) -عضو مؤسس في الدوري الحدودي- قبل إفلاسه في عام 1996م.

## الإرث
يُعرف برانش ريكي بالمقولة الشهيرة: «الحظ هو بقايا التخطيط». ويُعزي كتاب The Yale Book of Quotations (كتاب جامعة ييل للمقولات) هذه المقولة إلى «الأخبار الرياضية»، 21 من فبراير 1946م.
وأصبحت ذريته أيضًا مشاركةً في لعبة البيسبول: ابنه، جر. برانش (Branch Jr.)، الذي تُوفي قبل والده بأربعة أعوام، وبرانش ريكي الثالث (Branch Rickey III)، حاليًا رئيس دوري ساحل المحيط الهادي.
وكان ريكي أحد أقارب بيث ريكي (Beth Rickey)، لويزيانا الناشط السياسي.

## قراءات أخرى
- Branch Rickey: Baseball’s Ferocious Gentleman, by Lee Lowenfish (University of Nebraska Press). Nominee for the 2007 CASEY Award (see The Casey Award; Roy Kaplan's Baseball Bookshelf).

1. Branch Rickey: A Biography by Murray Polner Atheneum; Signet; and MacFarland, publishers
2. Branch Rickey by Jimmy Breslin; Viking 2011

## وصلات خارجية
- برانش ريكي على موقع الموسوعة البريطانية (الإنجليزية)
- برانش ريكي على موقع إن إن دي بي (الإنجليزية)
- برانش ريكي على موقع دوري كرة القاعدة الرئيسي (الإنجليزية)
- برانش ريكي على موقعبيزبول رفرنس.كوم (الدوري الرئيسي) (الإنجليزية)
- برانش ريكي على موقعبيزبول رفرنس.كوم (الدوري الثانوي) (الإنجليزية)
- برانش ريكي على موقع جمعية أبحاث البيسبول الأمريكية (الإنجليزية)
- برانش ريكي على موقع إي إس بي إن.كوم (أم.أل.بي) (الإنجليزية)
- برانش ريكي على موقع مشجعي الرسوم البيانية (الإنجليزية)
- برانش ريكي على موقع قاعة مشاهير كرة القاعدة (الإنجليزية)